# Viaduc de Bougainville
 (juillet 2023).
Si vous disposez d'ouvrages ou d'articles de référence ou si vous connaissez des sites web de qualité traitant du thème abordé ici, merci de compléter l'article en donnant les références utiles à sa vérifiabilité et en les liant à la section « Notes et références ».
Le viaduc de Bougainville est un viaduc ferroviaire français dans les 3e, 14e et 15e arrondissements de Marseille. Cet ouvrage d'art ouvert à la circulation commerciale en 1987 est emprunté par la ligne 2 du métro de Marseille pour franchir l'autoroute A557. Il porte la station appelée Bougainville.